# NGC 417
NGC 417 là một thiên hà dạng hạt đậu loại SAB0 - nằm trong chòm sao Kình Ngư. Nó được phát hiện vào năm 1886 bởi Francis Leavenworth. Nó được Dreyer mô tả là "cực kỳ mờ nhạt, cực kỳ nhỏ, tròn".